# Colotis amata
Colotis amata is een vlindersoort uit de familie van de Pieridae (witjes), onderfamilie Pierinae. De diersoort komt voor in Zimbabwe.
Colotis amata werd in 1775 beschreven door Fabricius.